# Jane Monheit

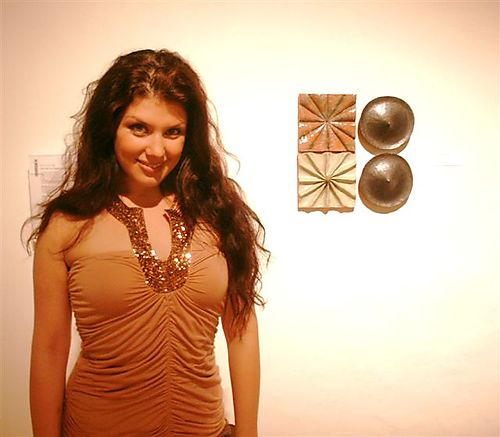
Jane Monheit

Jane Monheit (Oakdale, New York, 3 november 1977) is een Amerikaanse jazzzangeres.
Ze heeft onder andere samengewerkt met Toots Thielemans, Sérgio Mendes en heeft een duet opgenomen met Michael Bublé (I Won't Dance). Monheit werd voor 2 albums genomineerd voor de Grammy Award.
Jane Monheit werd geboren in Oakdale op Long Island. Ze begon professioneel met zingen toen ze nog op de Connetquot High School zat, waar ze in 1995 haar diploma haalde. Op haar 17e begon ze te studeren aan de Manhattan School of Music in New York, onder begeleiding van Peter Eldridge. Tijdens haar studies, waarin ze resoluut voor jazz koos, was vooral Ella Fitzgerald haar grote voorbeeld, maar ook de invloeden van Sarah Vaughan en Carmen McRae waren van groot belang. Op 20-jarige leeftijd werd ze in 1998 2e bij de Thelonious Monk Institute Vocal Competition. Ze behaalde in 1999 een bachelor-diploma in muziek.
In 2001 bracht ze haar debuutalbum Never Never Land uit op het label Concord Records en daarna volgden de albums Come Dream With Me, In The Sun en Taking A Chance On Love. In 2005 bracht ze het kerstalbum Season uit en in 2007 verscheen Surrender dat veel standards en bossanova's bevat.

## Discografie
- Never Never Land (2001)
- Come Dream With Me (2001)
- In The Sun (2002)
- Taking A Chance On Love (2004)
- The Season (2005)
- Surrender (2007)